# فيلي هوفمان
فيلي هوفمان هو متزلج جماعي سويسري، ولد في 27 ديسمبر 1940 في زيورخ في سويسرا.

## وصلات خارجية
- فيلي هوفمان على موقع اللجنة الأولمبية الدولية (الإنجليزية)
- فيلي هوفمان على موقع أوليمبيديا (الإنجليزية)